# Jerzy Jakubiec
Jerzy Aleksander Jakubiec ps. „Jurek”, „Mały” (ur. 3 lutego 1921 w Łodzi, zm. 3 lutego 1987, tamże) – kapral Armii Krajowej, żołnierz WSOP i 1 Dywizji Pancernej.

## Życiorys
Uczestniczył jako ochotnik w kampanii wrześniowej. Wysiedlony do Warszawy podjął naukę na tajnej Politechnice Warszawskiej, gdzie skonstruował odbiornik radiowy służący do nasłuchu radia londyńskiego w czasie powstania warszawskiego. W 1942 dołączył do Armii Krajowej. Podczas powstania uzyskał stopień kaprala i walczył jako żołnierz VI batalionu Wojskowej Służby Ochrony Powstania, podlegającego pod dowództwo pułku „Baszta”, a następnie w Komendzie Placu Mokotów. Po powstaniu znalazł się w niewoli niemieckiej i trafił do obozu Stalagu X B Sandbostel. Uciekł z niego w grudniu 1944, przedostając się do 1. Dywizji Pancernej generała Stanisława Maczka. Powrócił do Polski w 1948. W punkcie repatriacyjnym w Szczecinie oderwano mu odznaczenia i pobito.

### Życie prywatne
Był synem Józefa Jakubca i jego żony Kazimiery. Miał 2 braci, Andrzeja i Tadeusza – uczestników powstania warszawskiego.
Pochowany został na Starym Cmentarzu w Łodzi (grób 1-fr/39-10).

## Odznaczenia
- Krzyż Walecznych,
- Złoty Krzyż Zasługi z Mieczami,
- Krzyż AK,
- Medal Zwycięstwa i Wolności,
- Warszawski Krzyż Powstańczy,
- Medal „Polska Swemu Obrońcy”,
- Krzyż Partyzancki,
- Medal Wojny 1939–1945,
- Medal Obrony,
- Krzyż Wojenny[2][3].